# Jan Hakl (podnikatel)
Jan Hakl (1835 – 20. září 1917, Jilemnice) byl český podnikatel, mecenáš a veřejný činitel města Jilemnice.

## Životopis
Jan Hakl využil tkalcovské tradice v Jilemnici a založil textilní továrnu, zabývající se výrobou a prodejem lněného zboží. Díky podnikání zbohatl a začal se angažovat ve veřejném dění (mj. stal se místním školním dozorcem). 24. října 1888 založil Nadaci Bohumila, Marie a Františky Haklových. Byla to vůbec první nadace pro nemajetné žáky v Jilemnici. Z této nadace byli každý rok na svátek svatého Bohumila obdarováni tři chlapci a tři dívky.
Významným milníkem v životě Jana Hakla byla jubilejní zemská výstava v Praze roku 1891. Jeho firma byla oceněna zlatou medailí za své lněné výrobky. V ten samý rok také odkoupil od Karla z Bergenthalu panství Studenec. To pak zdědila jeho dcera Jana Hilthová (roz. Haklová) a panství ji zůstalo až do druhé pozemkové reformy roku 1948. Zámek Studenec jí však zůstal až do smrti roku 1965 a později byl prodán firmě IMADOS Praha. Jan Hakl ve Studenci přispíval do nadace Hynka Klazara a taktéž finančně vypomáhal při vánočních nadílkách obuvi a šatstva pro nemajetné děti.
Roku 1893 se výrobky jeho továrny předvedly na světové výstavě v Chicagu.
Roku 1903 koupil v dražbě velkostatek Mladějov – Roveň pro svou dceru, Annu Bláhovou za (v přepočtu) 420 300 Korun Českých.
Jan Hakl umírá 20. září 1917 v Jilemnici a je pohřben ve své hrobce na Městském hřbitově v Jilemnici. Marie Haklová darovala jménem pozůstalé rodiny dar 60 000 Korun na stavbu okresního sirotčince.
Je po něm pojmenována ulice v centru Jilemnice - Haklova ulice.

## Rodina

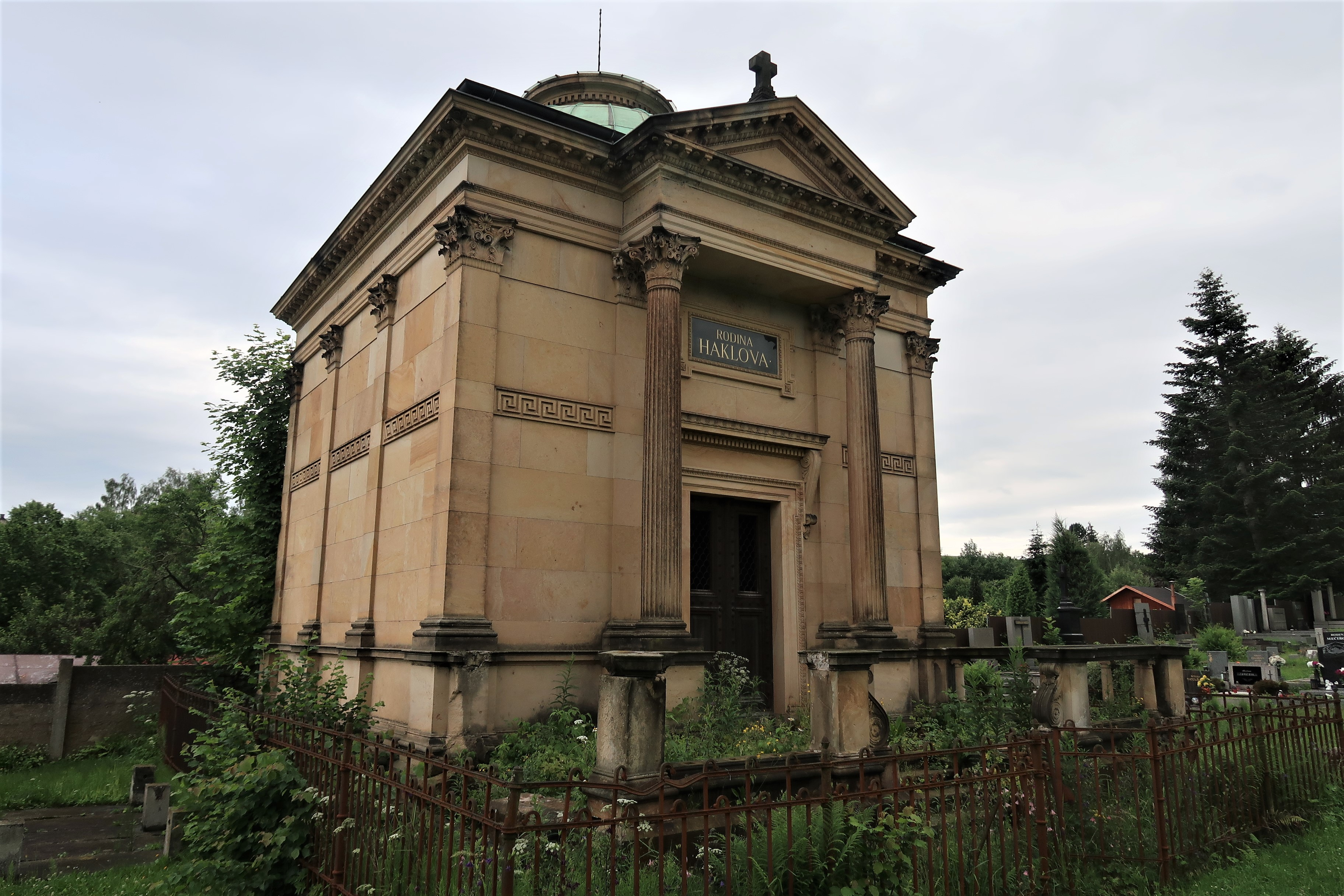
Haklova hrobka na hřbitově v Jilemnici

Manželkou Jana Hakla byla Marie Haklová. S ní měl syna Bohumila a dcery Marii (poz. Pštrosovou), Františku (poz. Macháčkovou), Janu (poz. Hiltlovou), a Annu (poz. Bláhovou).

## Haklova pohřební kaple
Jan Hakl si nechal roku 1885 postavit na jilemnickém městském hřbitově pseudorenesanční hrobku. Stavbu navrhl pražský architekt Štěpánek. Na malířské výzdobě hrobky se podíleli Adolf Liebscher a Josef Scheiwel. Sochu panny Marie uvnitř vytvořil Bernard Otto Seeling. Kaple se stala inspirací Jaroslavu Havlíčkovi k pasáži o hrobce stavitele Kiliána, otce Štěpy, na samém začátku románu Petrolejové lampy.